# 新西蘭喉載魚
新西蘭喉載魚（學名：Trachelochismus melobesia），為輻鰭魚綱鱸形目喉盤魚亞目喉盤魚科的其中一種，分布於西南太平洋的紐西蘭海域，體長可達5公分，屬底棲性魚類，棲息在岩石海岸，屬肉食性，以藤壺及甲殼類為食。